# Palazzo della Gran Guardia (Ragusa, Croazia)
Il Palazzo della Gran Guardia è uno storico edificio di Ragusa di Dalmazia.

## Storia
L'edificio, originario del XV secolo, venne ricostruito nel 1706 in seguito al terremoto del 1667 secondo il progetto dell'architetto veneziano Marino Groppelli, comportando l'aggiunta di un piano e la creazione del monumentale portale d'accesso.

## Descrizione
L'edificio sorge sulla piazza della Loggia nella città vecchia di Ragusa, ed è compreso tra la Torre Civica e il Palazzo del Comune.
Il palazzo presenta uno stile che coniuga elementi barocchi, frutto del rimaneggiamento settecentesco del Groppelli come il monumentale portale, ad altri di stile gotico e rinascimentale, derivati dall'impianto originario come le bifore del primo piano. In una nicchia che si apre sulla facciata a destra del portale trova spazio la Fontana Minore di Onofrio, realizzata verso il 1440 da Onofrio della Cava in occasione della fine dei lavori di costruzione dell’acquedotto cittadino.